# Coupe des clubs champions européens de futsal 2000-2001
Navigation
1999-2000 Coupe UEFA 2001-2002
La Coupe des champions de futsal 2000-2001 est la quinzième et dernière édition de la Coupe des clubs champions européens de futsal. Le tournoi a lieu du 24 au 29 avril 2001 à Castelló de la Plana.
Champion d'Espagne en titre, le Playas de Castellón FS bat les Russes du MFK Dina (4-2) au Pabellon Ciutat de Castelló. Le tournoi est ainsi remporté par un club du même pays pour la première fois depuis sa création après le sacre du Caja Segovia en 2000. La compétition est aussi remportée pour la neuvième fois lors des dix dernières éditions par le club hôte.
À partir de l'année suivante, l'UEFA lance sa propre compétition, le Coupe de futsal de l'UEFA.

## Organisation

### Format
Le format est identique aux deux éditions précédentes : six équipes invitées sont séparées en deux groupes joués chacun en tournoi toutes rondes. Les deux premiers de chacune des deux poules s'affrontent en demi-finale croisées pour une fin de tournoi à élimination directe pour le titre.

### Clubs participants
Six champions nationaux sont invités à participer à la compétition et représentent l'Espagne, l'Italie, de la Russie et de la République tchèque, la Belgique et le Portugal. Seul le MFK Dina a déjà disputé la compétition auparavant et en est triple vainqueur.
| Équipe              | Qualification                  | Nbr participation | Dernière participation | Meilleur résultat |
| ------------------- | ------------------------------ | ----------------- | ---------------------- | ----------------- |
| MFK Dina            | Champion de Russie             | 8e                | 1999-2000              | vainqueur x3      |
| Sporting Genzano    | Champion d'Italie              | 1re               | -                      | -                 |
| TS Bakov NJ         | Champion de République tchèque | 1re               | -                      | -                 |
| Playas de Castellón | Champion d'Espagne             | 1re               | -                      | -                 |
| Action 21 Charleroi | Champion de Belgique           | 1re               | -                      | -                 |
| Clube Miramar       | Champion du Portugal           | 1re               | -                      | -                 |

## Compétition

### Phase de groupes

#### Groupe A
| Rang | Équipe              | Pts | J | G | N | P | Bp | Bc | Diff |
| ---- | ------------------- | --- | - | - | - | - | -- | -- | ---- |
| 1    | Playas de Castellón | 6   | 2 | 2 | 0 | 0 | 20 | 1  | +19  |
| 2    | AS Sporting Genzano | 3   | 2 | 1 | 0 | 1 | 4  | 5  | -1   |
| 3    | TS Bakov N/J        | 0   | 2 | 0 | 0 | 2 | 1  | 19 | -18  |

| 24 avril 2001 | Playas de Castellón | 15 – 1  | TS Bakov N/J  |  |  |
|               | Javi Rodríguez 3e 18e 19e · Lorente 9e · Joan 11e 12e 15e 22e · Paulinho 16e 33e · Javi Sanchez 24e 27e · Torres 35e · Cupim 37e · Marcos 38e | (8 – 0) | 31e Kamenicky |  |  |

| 25 avril 2001 | TS Bakov N/J | 0 – 4   | AS Sporting Genzano                                         |  |  |
|               |              | (0 - 1) | 6e Antonazzi · 23e Previdelli · 27e Sanchez · 36e Feliziani |  |  |

| 26 avril 2001 | Playas de Castellón                               | 5 – 0   | AS Sporting Genzano |  |  |
|               | Javi Rodríguez 16e · Joan 19e 32e 33e · Cupim 39e | (2 - 0) |                     |  |  |

#### Groupe B
| Rang | Équipe              | Pts | J | G | N | P | Bp | Bc | Diff |
| ---- | ------------------- | --- | - | - | - | - | -- | -- | ---- |
| 1    | MFK Dina Moscou     | 6   | 2 | 2 | 0 | 0 | 7  | 3  | +4   |
| 2    | Clube Miramar       | 1   | 2 | 0 | 1 | 1 | 2  | 3  | -1   |
| 3    | Action 21 Charleroi | 1   | 2 | 0 | 1 | 1 | 3  | 6  | -3   |

| 24 avril 2001 | Clube Miramar | 1 – 1   | Action 21 Charleroi |  |  |
|               | Joao 6e       | (1 – 0) | 23e Ricardo Carvalo |  |  |

| 25 avril 2001 | MFK Dina Moscou                               | 5 – 2   | Action 21 Charleroi               |  |  |
|               | Belyy 6e · Koridze 8e 16e · Alekberov 19e 39e | (4 - 1) | 15e Lorenzetti · 26e Pedro Medina |  |  |

| 26 avril 2001 | MFK Dina Moscou          | 2 – 1   | Clube Miramar |  |  |
|               | Markin 27e · Koridze 28e | (0 - 0) | 26e Andre     |  |  |

### Phase finale

#### Tableau
|  | Demi-finales             | Demi-finales    |                        |   | Finale        | Finale        |
|  | Demi-finales             | Demi-finales    |                        |   | Finale        | Finale        |
|  |                          |                 |                        |   |               |               |
|  | 28 avril 2001            | 28 avril 2001   |                        |   | 29 avril 2001 | 29 avril 2001 |
|  | 28 avril 2001            | 28 avril 2001   |                        |   | 29 avril 2001 | 29 avril 2001 |
|  | A1 - Playas de Castellón | 6               |                        |   | 29 avril 2001 | 29 avril 2001 |
|  | A1 - Playas de Castellón | 6               |                        |   | 29 avril 2001 | 29 avril 2001 |
|  | B2 - Clube Miramar       | 0               |                        |   | 29 avril 2001 | 29 avril 2001 |
|  | B2 - Clube Miramar       | 0               | Playas de Castellón    | 4 |               |               |
|  |                          |                 | Playas de Castellón    | 4 |               |               |
|  |                          | MFK Dina Moscou | 2                      |   |               |               |
|  | B1 - MFK Dina Moscou     | MFK Dina Moscou | 2                      | 3 |               |               |
|  | B1 - MFK Dina Moscou     |                 |                        | 3 |               |               |
|  | A2 - AS Sporting Genzano | 2               |                        |   |               |               |
|  | A2 - AS Sporting Genzano | 2               | Match pour la 3e place |   |               |               |
|  |                          |                 |                        |   |               |               |
|  |                          |                 |                        |   |               |               |
|  |                          |                 |                        |   |               |               |
|  | Clube Miramar            | 3 tab 3         |                        |   |               |               |
|  | Clube Miramar            | 3 tab 3         |                        |   |               |               |
|  | AS Sporting Genzano      | 3 tab 4         |                        |   |               |               |
|  | AS Sporting Genzano      | 3 tab 4         |                        |   |               |               |

#### Demi-finales
| 28 avril 2001 | Playas de Castellón                                                   | 6 – 0   | Clube Miramar |                             |                             |
|               | Joan 8e 22e · Cupim 11e · Andreu 16e · Javi Sanchez 29e · Caceres 37e | (3 – 0) |               | Pabellón Ciutat de Castelló | Pabellón Ciutat de Castelló |

| 28 avril 2001 | MFK Dina Moscou                             | 3 – 2   | AS Sporting Genzano       |                             |                             |
|               | Verizhnikov 19e · Alekberov 20e · Belyy 26e | (2 – 2) | 10e Ippoliti · 11e Giclio | Pabellón Ciutat de Castelló | Pabellón Ciutat de Castelló |

#### Match pour la3eplace
Menant pourtant 3-1 à la mi-temps, Miramar perd le match pour la troisième place au tirs au but (3-3 tab 4-3) face au Sporting Genzano et son joueur Carlos Sanchez auteur d'un triplé.
| Titulaires :  |               |
|               |               |
|               | Toni          |
|               | Ivan          |
|               | Márcio        |
|               | Rogério       |
|               | Miguel Mota   |
|               |               |
| Remplaçants : |               |
|               | Jorge Pires   |
|               | Sérgio Júnior |
|               | João Leite    |
|               | Ricardo       |
|               | Coco          |
|               | Touché        |
|               | Bife          |
|               |               |
| Entraîneur :  |               |
| Paulo Tavares |               |

| Titulaires :         |                       |
|                      |                       |
|                      | Valerio Bernardi      |
|                      | Tommaso               |
|                      | Feliziani             |
|                      | Fábio Previdelli (it) |
|                      | Luca Ippoliti (it)    |
|                      |                       |
| Remplaçants :        |                       |
|                      | Massimo Rinaldi (it)  |
|                      | Florio                |
|                      | Carlos Sanchez (it)   |
|                      | Cabras                |
|                      | Giclio                |
|                      | Veronesi              |
|                      | Luca Ippoliti (it)    |
|                      |                       |
| Entraîneur :         |                       |
| Agenore Maurizi (it) |                       |

| Titulaires :  |               |
|               |               |
|               | Toni          |
|               | Ivan          |
|               | Márcio        |
|               | Rogério       |
|               | Miguel Mota   |
|               |               |
| Remplaçants : |               |
|               | Jorge Pires   |
|               | Sérgio Júnior |
|               | João Leite    |
|               | Ricardo       |
|               | Coco          |
|               | Touché        |
|               | Bife          |
|               |               |
| Entraîneur :  |               |
| Paulo Tavares |               |

| Titulaires :         |                       |
|                      |                       |
|                      | Valerio Bernardi      |
|                      | Tommaso               |
|                      | Feliziani             |
|                      | Fábio Previdelli (it) |
|                      | Luca Ippoliti (it)    |
|                      |                       |
| Remplaçants :        |                       |
|                      | Massimo Rinaldi (it)  |
|                      | Florio                |
|                      | Carlos Sanchez (it)   |
|                      | Cabras                |
|                      | Giclio                |
|                      | Veronesi              |
|                      | Luca Ippoliti (it)    |
|                      |                       |
| Entraîneur :         |                       |
| Agenore Maurizi (it) |                       |

#### Finale
Le 29 avril 2001, Playas de Castellón remporte à domicile, contre la Dina Moscou, la première de ses trois Coupes d'Europe consécutives, la seule avant la création de la Coupe de l'UEFA.
| Titulaires :  |                       |
|               |                       |
|               | Toni                  |
|               | Javier Lorente (it)   |
|               | Javi (it)             |
|               | Paulinho              |
|               | Javi Rodríguez        |
|               |                       |
| Remplaçants : |                       |
|               | Joan Linares (it)     |
|               | Andreu Linares (it)   |
|               | Torres                |
|               | Justo Cáceres         |
|               | Cumpin                |
|               | Querol                |
|               | Guillermo Martín (it) |
|               |                       |
| Entraîneur :  |                       |
| Tino Pérez    |                       |

| Titulaires :  |                           |
|               |                           |
|               | Oleg Denisov (it)         |
|               | Temur Alekberov (it)      |
|               | Arkadij Belyj (it)        |
|               | Michail Markin (it)       |
|               | Aleksandr Verižnikov (it) |
|               |                           |
| Remplaçants : |                           |
|               | Boris Kupeckov (it)       |
|               | Dmitrij Gorin (it)        |
|               | Iskoussnykh               |
|               | Il'ja Samochin (it)       |
|               | Kodrenko                  |
|               | Andrej Tkačuk (it)        |
|               | Serhij Koridze            |
|               |                           |

| Titulaires :  |                       |
|               |                       |
|               | Toni                  |
|               | Javier Lorente (it)   |
|               | Javi (it)             |
|               | Paulinho              |
|               | Javi Rodríguez        |
|               |                       |
| Remplaçants : |                       |
|               | Joan Linares (it)     |
|               | Andreu Linares (it)   |
|               | Torres                |
|               | Justo Cáceres         |
|               | Cumpin                |
|               | Querol                |
|               | Guillermo Martín (it) |
|               |                       |
| Entraîneur :  |                       |
| Tino Pérez    |                       |

| Titulaires :  |                           |
|               |                           |
|               | Oleg Denisov (it)         |
|               | Temur Alekberov (it)      |
|               | Arkadij Belyj (it)        |
|               | Michail Markin (it)       |
|               | Aleksandr Verižnikov (it) |
|               |                           |
| Remplaçants : |                           |
|               | Boris Kupeckov (it)       |
|               | Dmitrij Gorin (it)        |
|               | Iskoussnykh               |
|               | Il'ja Samochin (it)       |
|               | Kodrenko                  |
|               | Andrej Tkačuk (it)        |
|               | Serhij Koridze            |
|               |                           |